# Neaspilota signifera
Neaspilota signifera es una especie de insecto del género Neaspilota de la familia Tephritidae del orden Diptera.

## Historia
Daniel William Coquillett la describió científicamente por primera vez en el año 1894.